# Claudia Doumit

Claudia Doumit

Claudia Doumit (* 2. Mai 1992 in Sydney) ist eine australische Schauspielerin und Filmproduzentin.

## Leben
Doumit ist die Tochter von Morrie Doumit und Mary Zavaglia, die als Beautyberaterin für Prominente arbeitet. Doumit absolvierte eine Ausbildung am National Institute of Dramatic Art in Sydney und später bei der Stella Adler Academy of Acting and Theatre in Los Angeles. Seit 2011 tritt sie als Film- und Fernsehschauspielerin in Erscheinung. In Deutschland wurde sie einem breiteren Publikum in ihrer Rolle als Wissenschaftlerin Jiya Marri in der US-amerikanischen NBC-Science-Fiction-Fernsehserie Timeless bekannt, die von 2016 bis 2018 ausgestrahlt wurde.
Claudia Doumit lebt derzeit in Los Angeles.

## Filmografie
- 2011–2012: The Hamster Wheel
- 2014–2018: Scandal (Fernsehserie, 3 Episoden)
- 2014–2016: Faking It
- 2014–2021: Nasty Habits
- 2015: Mike & Molly
- 2017: Supergirl (Fernsehserie, 1 Episode)
- 2016: Losing in Love (Kinofilm)
- 2016: How to Be a Vampire
- 2016–2018: Timeless (Fernsehserie, 28 Episoden)
- 2017: In the Moment
- 2018: Dude
- 2019: UP There
- 2019: Bernadette  (Kinofilm)
- 2019: Dylan & Zoey (Schauspielerin und Produzentin)
- 2020–2024: The Boys (Fernsehserie, 20 Episoden)
- 2023: Generation V (Gen V, Episode 1x07)

## Videospiele
- 2019: Call of Duty: Modern Warfare (Farah Karim)